# Margiana
Margiana, η Μαργιανη, ó-bactriai nyelven Marghush (ma Merv és környéke). Margiana egy bronzkori civilizáció, Bactria – Margiana Régészeti Komplexum, más néven Oxus civilizáció része volt.

## Fekvése
A Murgháb folyó völgyében található, melynek forrása az afganisztáni hegyekben ered, és a modern afganisztáni Murghab kerületen halad át, majd a modern Türkmenisztánban eléri Merv oázisát. 
Margiana délkeleten Parthia, délen Aria, keleten Baktria, északon Szogdia Perzsa Birodalom és Oxusszal, keleten Baktrianával, délen Ariával és nyugaton Hirkániával szomszédos tartomány volt.

## Leírása
Margiana egy terjedelmes, a Margus (m. Murghab) folyótól öntözött és erről elnevezett oázis neve volt, amely többek között híres volt bortermeléséről is. Az oázist a Parni, Dai, Derbici törzsek lakták melyek a szomszéd masszagétákhoz hasonlóan bebarangolták a sivatagot és a szomszédos oázisokat. 
Margiana déli részét Nisaeának nevezték. A tartomány fővárosába I. Antiochus görög gyarmatosokat telepített és Antiochia Margianénak nevezte el a területet, valamint az egész oázist óriási fallal kerítette be. A rómaiak Margianaról csak akkor hallottak, mikor a pártusok fogságába esett harcosok keletről hazatértek (Kr. e. 20). Margianáról Strabón, Plinius és Justianus írásai is tudósítottak.